# IHF-Feldhandball-Europapokal
Der IHF-Feldhandball-Europapokal war ein von der Internationalen Handballföderation (IHF) jährlich organisierter Europapokalwettbewerb für Feldhandball-Vereinsmannschaften. Er fand von 1968 bis 1970 jedoch nur dreimal statt und war der einzige Europapokalwettbewerb im Feldhandball.
Sieger aller drei Austragungen wurde der TSV Grün-Weiß Dankersen.

## Hintergrund
Der Feldhandball verlor in Europa Mitte der 1960er-Jahre immer mehr an Bedeutung. Da sich vor allem in den skandinavischen Ländern aufgrund der Witterungsbedingungen der Hallenhandball zunehmend durchsetzte, startete der Niederländische Handballverband 1968 eine Initiative, um den Feldhandball wieder attraktiver zu gestalten. Er war die treibende Kraft zum Aufbau des Wettbewerbs und stiftete auch den Pokal. Es zeigten jedoch nur die Verbände Deutschlands, Österreichs und der Schweiz Interesse. An allen drei ausgespielten Turnieren nahmen nur diese vier Verbände teil. Danach galt das Projekt als gescheitert, zumal sich der Europapokal im Hallenhandball bereits etabliert hatte und seit der Saison 1956/57 ausgespielt wurde.

## Qualifikation
Zur Teilnahme berechtigt waren die nationalen Landesmeister der Vorsaison. Ab der zweiten Austragung war auch der Titelverteidiger automatisch qualifiziert.

## Modus
Gespielt wurde ein Rundenturnier, wobei jede Mannschaft einmal gegen jedes andere Team antreten musste. Die Mannschaft, die nach Abschluss dieser Begegnungen die meisten Punkte aufwies, wurde Sieger. Bei einer Punktgleichheit zwischen zwei oder mehreren Mannschaften gab das bessere Torverhältnis den Ausschlag. Der Spielplan wurde so gestaltet, dass die vermeintlich besten Mannschaften das letzte Spiel bestritten. Als Ausrichter bestimmte die IHF eine der teilnehmenden Mannschaften.

## Sieger
| Saison | Meister                 | Meistertrainer     | Torschützenkönig     | Ausrichter              |
| ------ | ----------------------- | ------------------ | -------------------- | ----------------------- |
| 1968   | TSV Grün-Weiß Dankersen | Gerd Enders        | Herbert Lübking (24) | Union Edelweiß Linz     |
| 1969   | TSV Grün-Weiß Dankersen | Arnhold Kresse     | Herbert Lübking (24) | TSV Grün-Weiß Dankersen |
| 1970   | TSV Grün-Weiß Dankersen | Friedrich Spannuth | Herbert Lübking (30) | SG Leutershausen        |